# Старун Сергій Володимирович
Сергі́й Володи́мирович Стару́н (нар. 4 травня 1958, Київ) — міський голова Нікополя (з 1997 до 2010 року).

## Біографія
Народився 4 травня 1958 року в місті Києві у родині військовослужбовця.
У 1965 році пішов до першого класу середньої школи у місті Стрий[джерело?] Львівської області. У 1975 році закінчив Львівську середню школу № 52.
У 1975 році вступив до вищого військового училища військ ППО у місті Києві. З 1980 року — на офіцерських посадах проходив службу у різних регіонах колишнього Радянського Союзу та за його межами. У 1989 році закінчив Військову Академію ППО.
З квітня 1994 року по лютий 1997 року — командир бригади ППО у місті Нікополі.
Вперше був обраний Нікопольським міським головою 22 лютого 1997 року, вдруге — 28 березня 1998 року, на третій термін був обраний 31 березня 2002 року.
На виборах міського голови 31 жовтня 2010 року посів друге місце, програвши вибори Руслану Токарю.